# Лидывуй (Усолинское сельское поселение)
Лидывуй (горномар. Лидӹвуй) — деревня в Горномарийском районе Республики Марий Эл. Входит в состав Усолинского сельского поселения.

## География
Находится в юго-западной части республики Марий Эл на расстоянии приблизительно 9 км на юг от районного центра города Козьмодемьянск.

## История
Упоминается с 1859 года. В 1898 году здесь было 15 дворов (55 жителей) В 1925 году в Лидвуй (Эсянсола) проживало 57 человек. В 2001 году в деревне было 12 дворов. В советское время работали колхозы «Красное Сормово», им. Лысенко и им. Ленина.

## Население
Население составляло 26 человек (горные мари 84 %) в 2002 году, 23 в 2010.